# Sorell déntol
El sorell déntol (Pseudocaranx dentex) és una espècie de peix de la família dels caràngids i de l'ordre dels perciformes.
Es troba a l'Atlàntic occidental (des de Carolina del Nord i Bermuda fins al sud del Brasil), a l'Atlàntic oriental (Illes Açores, Madeira, Illes Canàries, Cap Verd i Santa Helena), a la mar Mediterrània i als oceans Índic i Pacífic (Sud-àfrica, Japó, Hawaii, Austràlia, Nova Zelanda i Nova Caledònia).
Els mascles poden assolir els 122 cm de longitud total i els 18,1 kg de pes.